# Campionato Riserve 1914-1915
Il Campionato Riserve 1914-1915 fu la terza edizione del rinnovato campionato di calcio di seconde squadre disputato in Italia. In precedenza, le seconde squadre dei club maggiori, già partecipanti ai campionati di Prima Categoria, partecipavano al campionato di Seconda Categoria.
Il campionato non aveva limiti di età perché il regolamento campionati FIGC non lo definiva e prevedeva, e perciò in campo scendevano sia minorenni che maggiorenni (si era maggiorenni a 21 anni). I giocatori dovevano essere tutti tesserati e dilettanti, perché in caso di provato caso di professionismo potevano essere squalificati. Inoltre, secondo l'articolo 11 del regolamento campionati 1914-1915, i giocatori delle squadre riserve che venivano impiegati anche in Prima Categoria non perdevano in alcun modo il diritto di disputare il Campionato Riserve.
Secondo l'articolo 11 del regolamento campionati 1914-1915, era di norma limitato alla fase regionale gestita dai Comitati Regionali; tuttavia, la Commissione Tecnica aveva la facoltà eventualmente di prolungarlo, indicendo una fase finale (con gironi di semifinale e finale) tra i campioni dei sei gironi eliminatori; l'eventuale fase finale era gestita direttamente dalla Presidenza FIGC di Torino. Nel caso specifico del Campionato Riserve 1914-1915, al termine della fase regionale, la Commissione Tecnica della FIGC decise di far disputare la fase finale tra le sei vincenti dei gironi eliminatori per determinare il Campione d'Italia Riserve; agli undici titolari della squadra campione sarebbero spettate altrettante medaglie d'oro, agli undici titolari della squadra finalista sarebbero state invece assegnate altrettante medaglie d'argento.
Il calendario delle eliminatorie regionali era lo stesso delle prime squadre che disputavano il campionato di Prima Categoria perché le partite delle squadre riserve erano disputate la mattina prima delle gare di Prima Categoria. Unendo alla comitiva gli undici giocatori delle riserve più uno o due giocatori di scorta in caso di infortunio o improvvisa indisposizione di un titolare queste squadre avevano la certezza di poter mettere in campo undici calciatori e ridurre le spese di trasferta, anche se all'epoca le Ferrovie dello Stato non concedevano alle squadre di calcio le riduzioni tariffarie che furono garantite solo a partire dal 1925.

## Torneo settentrionale

### Gironi di qualificazione

#### Girone A

##### Classifica finale
|  | Pos. | Squadra      | Pt | G  | V | N | P | GF | GS | DR |
|  | ---- | ------------ | -- | -- | - | - | - | -- | -- | -- |
|  | 1.   | Alessandria  | 17 | 10 | 7 | 3 | 0 | _  | _  | _  |
|  | 2.   | Genoa        | 15 | 10 | 7 | 1 | 2 | _  | _  | _  |
|  | 3.   | Andrea Doria | 11 | 10 | 4 | 3 | 3 | _  | _  | _  |
|  | 4.   | Savona       | 10 | 9  | 4 | 2 | 3 | _  | _  | _  |
|  | 5.   | AC Ligure    | 3  | 9  | 1 | 1 | 7 | _  | _  | _  |
|  | 6.   | Acqui        | 2  | 10 | 1 | 0 | 9 | _  | _  | _  |

Legenda:
      Ammesso alle semifinali.
Note:
Due punti a vittoria, uno a pareggio, zero a sconfitta.
Pari merito in caso di pari punti se non in zona promozione/finali.

##### Risultati

###### Calendario
| Andata (1ª) | Andata (1ª) | Prima giornata      | Ritorno (6ª) | Ritorno (6ª) |
|             |             |                     |              |              |
| 4 ott.      | 0-6         | Acqui-Genoa         | 0-7          | 8 nov.       |
| 4 ott.      | 2-0         | Alessandria-Ligure  | 9-0          | 8 nov.       |
| 4 ott.      | 3-1         | Andrea Doria-Savona | 0-0          | 8 nov.       |

| Andata (2ª) | Andata (2ª) | Seconda giornata    | Ritorno (7ª) | Ritorno (7ª) |
|             |             |                     |              |              |
| 11 ott.     | 1-9         | Acqui-Alessandria   | 0-8          | 15 nov.      |
| 11 ott.     | 3-1         | Andrea Doria-Ligure | 1-1          | 15 nov.      |
| 11 ott.     | 8-0         | Genoa-Savona        | 2-3          | 15 nov.      |

| Andata (3ª) | Andata (3ª) | Terza giornata     | Ritorno (8ª) | Ritorno (8ª) |
|             |             |                    |              |              |
| 18 ott.     | 2-0         | Genoa-Andrea Doria | 3-0          | 22 nov.      |
| 13 dic.     | 3-2         | Ligure-Acqui       | 3-5          | 22 nov.      |
| 18 ott.     | 2-2         | Savona-Alessandria | 1-3          | 22 nov.      |

| Andata (4ª) | Andata (4ª) | Quarta giornata    | Ritorno (9ª) | Ritorno (9ª) |
|             |             |                    |              |              |
| 25 ott.     | 3-0         | Andrea Doria-Acqui | 2-0          | 29 nov.      |
| 25 ott.     | 3-0         | Alessandria-Genoa  | 0-0          | 29 nov.      |
| 25 ott.     | -           | Savona-Ligure      | 5-0          | 29 nov.      |

| Andata (5ª) | Andata (5ª) | Quinta giornata          | Ritorno (10ª) | Ritorno (10ª) |
|             |             |                          |               |               |
| 1 nov.      | 0-8?        | Acqui-Savona             | 0-3           | 6 dic.        |
| 1 nov.      | 1-1         | Andrea Doria-Alessandria | 1-4           | 6 dic.        |
| 1 nov.      | 4-7         | Ligure-Genoa             | 1-5           | 6 dic.        |

###### Tabellone
|              | ACQ | ALE | AND | GEN | LIG | SAV  |
| Acqui        |     | 1-9 | 0-2 | 0-6 | 5-3 | 0-8? |
| Alessandria  | 8-0 |     | 4-1 | 3-0 | 2-0 | 3-1  |
| Andrea Doria | 3-0 | 1-1 |     | 0-3 | 3-1 | 3-1  |
| Genoa        | 7-0 | 0-0 | 2-0 |     | 5-1 | 2-3  |
| Ligure       | 3-2 | 0-9 | 1-1 | 4-7 |     | 0-5  |
| Savona       | 3-0 | 2-2 | 0-0 | 3-2 | -   |      |

##### Statistiche

###### Classifica in divenire
|              | 1ª | 2ª | 3ª | 4ª | 5ª | 6ª | 7ª | 8ª | 9ª | 10ª |
| ------------ | -- | -- | -- | -- | -- | -- | -- | -- | -- | --- |
| Acqui        | 0  | 0  | 0  | 0  | 0  | 0  | 0  | 2  | 2  | 2   |
| Alessandria  | 2  | 4  | 5  | 7  | 8  | 10 | 12 | 14 | 15 | 17  |
| Andrea Doria | 2  | 4  | 4  | 6  | 7  | 8  | 9  | 9  | 11 | 11  |
| Genoa        | 2  | 4  | 6  | 6  | 8  | 10 | 10 | 12 | 13 | 15  |
| Ligure       | 0  | 0  | 2  | 2  | 2  | 2  | 3  | 3  | 3  | 3   |
| Savona       | 0  | 0  | 1  | _  | 3  | 4  | 6  | 6  | 8  | 10  |

#### Girone B

##### Classifica finale
|  | Pos. | Squadra        | Pt | G | V | N | P | GF | GS | DR |
|  | ---- | -------------- | -- | - | - | - | - | -- | -- | -- |
|  | 1.   | Juventus       | 18 | 9 | 9 | 0 | 0 | _  | _  | _  |
|  | 2.   | Torino         | 14 | 8 | 7 | 0 | 1 | _  | _  | _  |
|  | 3.   | Piemonte       | 8  | 9 | 4 | 0 | 5 | _  | _  | _  |
|  | 4.   | Vigor Torino   | 4  | 9 | 2 | 0 | 7 | _  | _  | _  |
|  | 5.   | Valenzana      | 2  | 7 | 1 | 0 | 6 | _  | _  | _  |
|  | 6.   | Veloces Biella | 2  | 7 | 1 | 0 | 6 | _  | _  | _  |

Legenda:
      Ammesso alle semifinali.
Note:
Due punti a vittoria, uno a pareggio, zero a sconfitta.
Pari merito in caso di pari punti se non in zona promozione/finali.

##### Risultati

###### Calendario
| Andata (1ª) | Andata (1ª) | Prima giornata     | Ritorno (6ª) | Ritorno (6ª) |
|             |             |                    |              |              |
| 4 ott.      | 10-1        | Piemonte-Vigor     | 3-0          | 8 nov.       |
| 4 ott.      | 2-1         | Torino-Veloces     | 2-0          | 8 nov.       |
| 4 ott.      | 0-2         | Valenzana-Juventus | 0-2          | 8 nov.       |

| Andata (2ª) | Andata (2ª) | Seconda giornata | Ritorno (7ª) | Ritorno (7ª) |
|             |             |                  |              |              |
| 11 ott.     | -           | Valenzana-Torino | 0-2          | 15 nov.      |
| 11 ott.     | 0-3         | Veloces-Piemonte | 1-3          | 15 nov.      |
| 11 ott.     | 2-12        | Vigor-Juventus   | 0-10         | 15 nov.      |

| Andata (3ª) | Andata (3ª) | Terza giornata    | Ritorno (8ª) | Ritorno (8ª) |
|             |             |                   |              |              |
| 18 ott.     | 9-1         | Juventus-Piemonte | 9-0          | 22 nov.      |
| 18 ott.     | -           | Veloces-Valenzana | 2-0          | 22 nov.      |
| 18 ott.     | 0-6         | Vigor-Torino      | 0-7          | 22 nov.      |

| Andata (4ª) | Andata (4ª) | Quarta giornata    | Ritorno (9ª) | Ritorno (9ª) |
|             |             |                    |              |              |
| 25 ott.     | -           | Piemonte-Valenzana | 0-2          | 29 nov.      |
| 25 ott.     | -           | Torino-Juventus    | 1-6          | 29 nov.      |
| 25 ott.     | -           | Vigor-Veloces      | 2-0          | 29 nov.      |

| Andata (5ª) | Andata (5ª) | Quinta giornata  | Ritorno (10ª) | Ritorno (10ª) |
|             |             |                  |               |               |
| 1 nov.      | 3-2         | Torino-Piemonte  | 2-0           | 6 dic.        |
| 1 nov.      | -           | Valenzana-Vigor  | 0-2           | 6 dic.        |
| 1 nov.      | 0-8         | Veloces-Juventus | 0-6           | 6 dic.        |

###### Tabellone
|                | JUV  | PIE | TOR | VAL | VEL | VIG  |
| Juventus       |      | 9-1 | 6-1 | 2-0 | 6-0 | 10-0 |
| Piemonte       | 0-9  |     | 0-2 | -   | 3-1 | 10-1 |
| Torino         | -    | 3-2 |     | 2-0 | 2-1 | 7-0  |
| Valenzana      | 0-2  | -   | -   |     | 0-2 | -    |
| Veloces Biella | 0-8  | 0-3 | 0-2 | -   |     | 0-2  |
| Vigor          | 2-12 | 0-3 | 0-6 | 2-0 | -   |      |

##### Statistiche

###### Classifica in divenire
|                | 1ª | 2ª | 3ª | 4ª | 5ª | 6ª | 7ª | 8ª | 9ª | 10ª |
| -------------- | -- | -- | -- | -- | -- | -- | -- | -- | -- | --- |
| Juventus       | 2  | 4  | 6  | _  | 8  | 10 | 12 | 14 | 16 | 18  |
| Piemonte       | 2  | 4  | 4  | _  | 4  | 6  | 8  | 8  | 8  | 8   |
| Torino         | 2  | _  | 4  | _  | 6  | 8  | 10 | 12 | 12 | 14  |
| Valenzana      | 0  | _  | _  | 0  | _  | 0  | 0  | 0  | 2  | 2   |
| Veloces Biella | 0  | 0  | _  | _  | 0  | 0  | 0  | 2  | 2  | 2   |
| Vigor          | 0  | 0  | 0  | _  | 0  | 0  | 0  | 0  | 2  | 4   |

#### Girone C

##### Classifica finale
|  | Pos. | Squadra             | Pt | G  | V | N | P  | GF | GS | DR  |
|  | ---- | ------------------- | -- | -- | - | - | -- | -- | -- | --- |
|  | 1.   | Casale              | 17 | 10 | 8 | 1 | 1  | _  | _  | _   |
|  | 2.   | Pro Vercelli        | 15 | 10 | 6 | 3 | 1  | _  | _  | _   |
|  | 3.   | Novara              | 14 | 10 | 5 | 4 | 1  | _  | _  | _   |
|  | 4.   | Nazionale Lombardia | 10 | 10 | 4 | 2 | 4  | _  | _  | _   |
|  | 5.   | Racing Libertas     | 4  | 10 | 2 | 0 | 8  | _  | _  | _   |
|  | 6.   | Savoia Milano       | 0  | 10 | 0 | 0 | 10 | 0  | 20 | -20 |

Legenda:
      Ammesso alle semifinali.
Note:
Due punti a vittoria, uno a pareggio, zero a sconfitta.
Pari merito in caso di pari punti se non in zona promozione/finali.
Savoia discioltasi ad inizio stagione (date perse 0-2 tutte le gare).

##### Risultati

###### Calendario
| Andata (1ª) | Andata (1ª) | Prima giornata               | Ritorno (6ª) | Ritorno (6ª) |
|             |             |                              |              |              |
| 4 ott.      | 0-2         | Nazionale Lombardia-Casale   | 0-3          | 8 nov.       |
| 4 ott.      | 2-1         | Pro Vercelli-Racing Libertas | 1-0          | 8 nov.       |
| 4 ott.      | 2-0         | Novara-Savoia                | 2-0          | 8 nov.       |

| Andata (2ª) | Andata (2ª) | Seconda giornata          | Ritorno (7ª) | Ritorno (7ª) |
|             |             |                           |              |              |
| 11 ott.     | 3-5         | Nazionale L.-Pro Vercelli | 0-6          | 15 nov.      |
| 11 ott.     | 0-1         | Racing Libertas-Novara    | 0-3          | 15 nov.      |
| 11 ott.     | 2-0         | Casale-Savoia             | 2-0          | 15 nov.      |

| Andata (3ª) | Andata (3ª) | Terza giornata               | Ritorno (8ª) | Ritorno (8ª) |
|             |             |                              |              |              |
| 18 ott.     | 0-3         | Racing Libertas-Nazionale L. | 0-5          | 22 nov.      |
| 18 ott.     | 4-0         | Casale-Novara                | 0-2          | 22 nov.      |
| 18 ott.     | 2-0         | Pro Vercelli-Savoia          | 2-0          | 22 nov.      |

| Andata (4ª) | Andata (4ª) | Quarta giornata            | Ritorno (9ª) | Ritorno (9ª) |
|             |             |                            |              |              |
| 25 ott.     | 1-1         | Pro Vercelli-Casale        | 0-2          | 29 nov.      |
| 25 ott.     | 1-1         | Novara-Nazionale Lombardia | 2-2          | 29 nov.      |
| 25 ott.     | 2-0         | Racing Libertas-Savoia     | 2-0          | 29 nov.      |

| Andata (5ª) | Andata (5ª) | Quinta giornata            | Ritorno (10ª) | Ritorno (10ª) |
|             |             |                            |               |               |
| 1 nov.      | 0-0         | Novara-Pro Vercelli        | 2-2           | 6 dic.        |
| 1 nov.      | 1-3         | Racing Libertas-Casale     | 0-6           | 6 dic.        |
| 1 nov.      | 2-0         | Nazionale Lombardia-Savoia | 2-0           | 6 dic.        |

###### Tabellone
|                 | CAS | NAZ | NOV | PRO | LIB | SAV |
| Casale          |     | 3-0 | 4-0 | 2-0 | 6-0 | 2-0 |
| Naz. Lombardia  | 0-2 |     | 2-2 | 3-5 | 5-0 | 2-0 |
| Novara          | 2-0 | 1-1 |     | 0-0 | 3-0 | 2-0 |
| Pro Vercelli    | 1-1 | 6-0 | 2-2 |     | 2-1 | 2-0 |
| Racing Libertas | 1-3 | 0-3 | 0-1 | 0-1 |     | 2-0 |
| Savoia Milano   | 0-2 | 0-2 | 0-2 | 0-2 | 0-2 |     |

##### Statistiche

###### Classifica in divenire
|                 | 1ª | 2ª | 3ª | 4ª | 5ª | 6ª | 7ª | 8ª | 9ª | 10ª |
| --------------- | -- | -- | -- | -- | -- | -- | -- | -- | -- | --- |
| Casale          | 2  | 4  | 6  | 7  | 9  | 11 | 13 | 13 | 15 | 17  |
| Naz.Lombardia   | 0  | 0  | 2  | 3  | 5  | 5  | 5  | 7  | 8  | 10  |
| Novara          | 2  | 4  | 4  | 5  | 6  | 8  | 10 | 12 | 13 | 14  |
| Pro Vercelli    | 2  | 4  | 6  | 7  | 8  | 10 | 12 | 14 | 14 | 15  |
| Racing Libertas | 0  | 0  | 0  | 2  | 2  | 2  | 2  | 2  | 4  | 4   |
| Savoia Milano   | 0  | 0  | 0  | 0  | 0  | 0  | 0  | 0  | 0  | 0   |

#### Girone D

##### Classifica finale
|  | Pos. | Squadra         | Pt | G  | V | N | P | GF | GS | DR |
|  | ---- | --------------- | -- | -- | - | - | - | -- | -- | -- |
|  | 1.   | Milan           | 16 | 10 | 7 | 2 | 1 | _  | _  | _  |
|  | 2.   | Bologna         | 16 | 10 | 7 | 2 | 1 | _  | _  | _  |
|  | 3.   | Chiasso         | 8  | 8  | 4 | 0 | 4 | _  | _  | _  |
|  | 4.   | Juventus Italia | 6  | 8  | 3 | 0 | 5 | _  | _  | _  |
|  | 5.   | AC Milanese     | 6  | 9  | 2 | 0 | 7 | _  | _  | _  |
|  | 6.   | Audax Modena    | 0  | 7  | 0 | 0 | 7 | _  | _  | _  |

Legenda:
      Ammesso alle semifinali.
Note:
Due punti a vittoria, uno a pareggio, zero a sconfitta.
Pari merito in caso di pari punti se non in zona promozione/finali.

##### Risultati

###### Calendario
| Andata (1ª) | Andata (1ª) | Prima giornata          | Ritorno (6ª) | Ritorno (6ª) |
|             |             |                         |              |              |
| 4 ott.      | 2-1         | Bologna-Juventus Italia | 2-0          | 8 nov.       |
| 4 ott.      | 2-0         | Milan-Audax             | 2-0          | 8 nov.       |
| 4 ott.      | 3-2         | Chiasso-A.M.C.          | 0-2          | 8 nov.       |

| Andata (2ª) | Andata (2ª) | Seconda giornata        | Ritorno (7ª) | Ritorno (7ª) |
|             |             |                         |              |              |
| 11 ott.     | -           | Audax-Bologna           | -            | 15 nov.      |
| 11 ott.     | 4-1         | Milan-A.M.C.            | 8-3          | 15 nov.      |
| 11 ott.     | -           | Juventus Italia-Chiasso | 3-2?         | 15 nov.      |

| Andata (3ª) | Andata (3ª) | Terza giornata        | Ritorno (8ª) | Ritorno (8ª) |
|             |             |                       |              |              |
| 18 ott.     | 0-2         | A.M.C.-Bologna        | 1-7          | 22 nov.      |
| 18 ott.     | 6-2         | Chiasso-Milan         | 0-6          | 22 nov.      |
| 18 ott.     | -           | Audax-Juventus Italia | 0-2          | 22 nov.      |

| Andata (4ª) | Andata (4ª) | Quarta giornata        | Ritorno (9ª) | Ritorno (9ª) |
|             |             |                        |              |              |
| 25 ott.     | 1-1         | Milan-Bologna          | 2-2          | 29 nov.      |
| 25 ott.     | -           | Chiasso-Audax          | 2-0          | 29 nov.      |
| 25 ott.     | 3-5         | A.M.C.-Juventus Italia | 3-1          | 29 nov.      |

| Andata (5ª) | Andata (5ª) | Quinta giornata       | Ritorno (10ª) | Ritorno (10ª) |
|             |             |                       |               |               |
| 1 nov.      | 1-3         | Bologna-Chiasso       | 4-1           | 6 dic.        |
| 1 nov.      | 1-4         | Juventus Italia-Milan | 0-7           | 6 dic.        |
| 1 nov.      | -           | Audax-A.M.C.          | 0-2           | 6 dic.        |

###### Tabellone
|                 | AMC | AUD | BOL | CHI | JUI  | MIL |
| AMC Milanese    |     | 2-0 | 0-2 | 2-0 | 3-5  | 3-8 |
| Audax Modena    | -   |     | -   | 0-2 | -    | 0-2 |
| Bologna         | 7-1 | -   |     | 1-3 | 2-1  | 2-2 |
| Chiasso         | 3-2 | -   | 1-4 |     | 2-3? | 6-2 |
| Juventus Italia | 1-3 | 2-0 | 0-2 | -   |      | 1-4 |
| Milan           | 4-1 | 2-0 | 1-1 | 6-0 | 7-0  |     |

##### Statistiche

###### Classifica in divenire
|                 | 1ª | 2ª | 3ª | 4ª | 5ª | 6ª | 7ª | 8ª | 9ª | 10ª |
| --------------- | -- | -- | -- | -- | -- | -- | -- | -- | -- | --- |
| AMC Milanese    | 0  | 0  | 0  | 0  | _  | 2  | 2  | 2  | 4  | 4   |
| Audax Modena    | 0  | 0  | _  | _  | _  | 0  | _  | 0  | 0  | 0   |
| Bologna         | 2  | 4  | 6  | 7  | 7  | 9  | 11 | 13 | 14 | 16  |
| Chiasso         | 2  | _  | 4  | _  | 6  | 6  | 6  | 6  | 8  | 8   |
| Juventus Italia | 0  | _  | _  | 2  | 2  | 2  | 4  | 6  | 6  | 6   |
| Milan           | 2  | 4  | 4  | 5  | 7  | 9  | 11 | 13 | 14 | 16  |

#### Girone E

##### Classifica finale
|  | Pos. | Squadra     | Pt | G  | V | N | P | GF | GS | DR |
|  | ---- | ----------- | -- | -- | - | - | - | -- | -- | -- |
|  | 1.   | Inter       | 19 | 10 | 9 | 1 | 0 | _  | _  | _  |
|  | 2.   | Modena      | 11 | 10 | 5 | 1 | 4 | _  | _  | _  |
|  | 3.   | Como        | 11 | 9  | 5 | 1 | 3 | _  | _  | _  |
|  | 4.   | Brescia     | 9  | 10 | 3 | 3 | 4 | _  | _  | _  |
|  | 5.   | US Milanese | 5  | 9  | 2 | 1 | 6 | _  | _  | _  |
|  | 6.   | Cremonese   | 3  | 10 | 1 | 1 | 8 | _  | _  | _  |

Legenda:
      Ammesso alle semifinali.
Note:
Due punti a vittoria, uno a pareggio, zero a sconfitta.
Pari merito in caso di pari punti se non in zona promozione/finali.

##### Risultati

###### Calendario
| Andata (1ª) | Andata (1ª) | Prima giornata        | Ritorno (6ª) | Ritorno (6ª) |
|             |             |                       |              |              |
| 4 ott.      | 4-2         | US Milanese-Cremonese | 2-0          | 13 dic.      |
| 4 ott.      | 2-3         | Como-Inter            | 2-2          | 8 nov.       |
| 4 ott.      | 5-2         | Brescia-Modena        | 2-2          | 8 nov.       |

| Andata (2ª) | Andata (2ª) | Seconda giornata  | Ritorno (7ª) | Ritorno (7ª) |
|             |             |                   |              |              |
| 11 ott.     | 2-0         | Inter-Modena      | 4-3          | 15 nov.      |
| 11 ott.     | 1-1         | Cremonese-Brescia | 0-4          | 15 nov.      |
| 11 ott.     | -           | Como-US Milanese  | 2-0          | 15 nov.      |

| Andata (3ª) | Andata (3ª) | Terza giornata     | Ritorno (8ª) | Ritorno (8ª) |
|             |             |                    |              |              |
| 18 ott.     | 4-2         | Inter-Brescia      | 4-1          | 22 nov.      |
| 18 ott.     | 5-1?        | Modena-US Milanese | 2-0          | 22 nov.      |
| 18 ott.     | 0-12        | Cremonese-Como     | 7-2          | 22 nov.      |

| Andata (4ª) | Andata (4ª) | Quarta giornata   | Ritorno (9ª) | Ritorno (9ª) |
|             |             |                   |              |              |
| 25 ott.     | 1-4         | US Milanese-Inter | 0-8          | 29 nov.      |
| 25 ott.     | 1-2         | Brescia-Como      | 0-4          | 29 nov.      |
| 25 ott.     | 2-0         | Modena-Cremonese  | 3-0          | 29 nov.      |

| Andata (5ª) | Andata (5ª) | Quinta giornata     | Ritorno (10ª) | Ritorno (10ª) |
|             |             |                     |               |               |
| 1 nov.      | 5-0         | Brescia-US Milanese | 0-0           | 6 dic.        |
| 1 nov.      | 0-10        | Cremonese-Inter     | 0-12          | 6 dic.        |
| 13 dic.     | 2-0         | Como-Modena         | 2-4           | 6 dic.        |

###### Tabellone
|             | BRE | COM  | CRE  | INT  | MOD | USM  |
| Brescia     |     | 1-2  | 4-0  | 1-4  | 5-2 | 5-0  |
| Como        | 4-0 |      | 2-7  | 2-3  | 2-0 | -    |
| Cremonese   | 1-1 | 0-12 |      | 0-10 | 0-3 | 0-2  |
| Inter       | 4-2 | 2-2  | 12-0 |      | 2-0 | 8-0  |
| Modena      | 2-2 | 4-2  | 2-0  | 3-4  |     | 5-1? |
| US Milanese | 0-0 | 0-2  | 4-2  | 1-4  | 0-2 |      |

##### Statistiche

###### Classifica in divenire
|             | 1ª | 2ª | 3ª | 4ª | 5ª | 6ª | 7ª | 8ª | 9ª | 10ª |
| ----------- | -- | -- | -- | -- | -- | -- | -- | -- | -- | --- |
| Brescia     | 2  | 3  | 3  | 3  | 5  | 6  | 8  | 8  | 8  | 9   |
| Como        | 0  | _  | 2  | 4  | 6  | 7  | 9  | 9  | 11 | 11  |
| Cremonese   | 0  | 1  | 1  | 1  | 1  | 1  | 1  | 3  | 3  | 3   |
| Inter       | 2  | 4  | 6  | 8  | 10 | 11 | 13 | 15 | 17 | 19  |
| Modena      | 0  | 0  | 2  | 4  | 4  | 5  | 5  | 7  | 9  | 11  |
| US Milanese | 2  | _  | 2  | 2  | 2  | 4  | 4  | 4  | 4  | 5   |

#### Girone F

##### Classifica finale
|  | Pos. | Squadra  | Pt | G  | V | N | P | GF | GS | DR |
|  | ---- | -------- | -- | -- | - | - | - | -- | -- | -- |
|  | 1.   | Hellas   | 18 | 10 | 9 | 0 | 1 | _  | _  | _  |
|  | 2.   | Vicenza  | 14 | 10 | 7 | 0 | 3 | _  | _  | _  |
|  | 3.   | Venezia  | 11 | 10 | 5 | 1 | 4 | _  | _  | _  |
|  | 4.   | Udine    | 8  | 8  | 4 | 0 | 4 | _  | _  | _  |
|  | 5.   | Padova   | 3  | 9  | 1 | 1 | 7 | _  | _  | _  |
|  | 6.   | Petrarca | 2  | 9  | 1 | 0 | 8 | _  | _  | _  |

Legenda:
      Ammesso alle semifinali.
Note:
Due punti a vittoria, uno a pareggio, zero a sconfitta.
Pari merito in caso di pari punti se non in zona promozione/finali.

##### Risultati

###### Calendario
| Andata (1ª) | Andata (1ª) | Prima giornata   | Ritorno (6ª) | Ritorno (6ª) |
|             |             |                  |              |              |
| 4 ott. 1914 | 1-5         | Padova-Vicenza   | 0-8?         | 8 nov. 1914  |
| 4 ott. 1914 | 6-0         | Venezia-Petrarca | 2-0          | 8 nov. 1914  |
| 4 ott. 1914 | 1-2         | Hellas-Udine     | 6-2          | 8 nov. 1914  |

| Andata (2ª)  | Andata (2ª) | Seconda giornata | Ritorno (7ª) | Ritorno (7ª) |
|              |             |                  |              |              |
| 11 ott. 1914 | 2-3         | Padova-Hellas    | 0-4          | 15 nov. 1914 |
| 11 ott. 1914 | 3-2         | Udine-Venezia    | 0-4          | 15 nov. 1914 |
| 11 ott. 1914 | 4-1?        | Vicenza-Petrarca | 9-0          | 15 nov. 1914 |

| Andata (3ª)  | Andata (3ª) | Terza giornata  | Ritorno (8ª) | Ritorno (8ª) |
|              |             |                 |              |              |
| 18 ott. 1914 | 0-2         | Petrarca-Hellas | 1-5          | 22 nov. 1914 |
| 18 ott. 1914 | 3-1         | Udine-Padova    | -            | 22 nov. 1914 |
| 18 ott. 1914 | 5-1         | Vicenza-Venezia | 1-3          | 22 nov. 1914 |

| Andata (4ª)  | Andata (4ª) | Quarta giornata | Ritorno (9ª) | Ritorno (9ª) |
|              |             |                 |              |              |
| 25 ott. 1914 | -           | Petrarca-Udine  | 0-2          | 29 nov. 1914 |
| 25 ott. 1914 | 5-2         | Venezia-Padova  | 2-2          | 29 nov. 1914 |
| 25 ott. 1914 | 0-1         | Vicenza-Hellas  | 1-5          | 29 nov. 1914 |

| Andata (5ª) | Andata (5ª) | Quinta giornata | Ritorno (10ª) | Ritorno (10ª) |
|             |             |                 |               |               |
| 1 nov. 1914 | 0-1         | Padova-Petrarca | 3-1           | 6 dic. 1914   |
| 1 nov. 1914 | 1-4         | Udine-Vicenza   | 1-2           | 6 dic. 1914   |
| 1 nov. 1914 | 1-4         | Venezia-Hellas  | 0-4           | 6 dic. 1914   |

###### Tabellone
|          | HEL | PAD  | PET  | UDI | VEN | VIC |
| Hellas   |     | 4-0  | 5-1  | 1-2 | 4-0 | 5-1 |
| Padova   | 2-3 |      | 0-1  | -   | 2-2 | 1-5 |
| Petrarca | 0-2 | 1-3  |      | -   | 0-2 | 0-9 |
| Udine    | 2-6 | 3-1  | 2-0  |     | 3-2 | 1-4 |
| Venezia  | 1-4 | 5-2  | 6-0  | 4-0 |     | 3-1 |
| Vicenza  | 0-1 | 8-0? | 4-1? | 2-1 | 5-1 |     |

##### Statistiche

###### Classifica in divenire
|          | 1ª | 2ª | 3ª | 4ª | 5ª | 6ª | 7ª | 8ª | 9ª | 10ª |
| -------- | -- | -- | -- | -- | -- | -- | -- | -- | -- | --- |
| Hellas   | 0  | 2  | 4  | 6  | 8  | 10 | 12 | 14 | 16 | 18  |
| Padova   | 0  | 0  | 0  | 0  | 0  | 0  | 0  | _  | 1  | 3   |
| Petrarca | 0  | 0  | 0  | _  | 2  | 2  | 2  | 2  | 2  | 2   |
| Udine    | 2  | 4  | 6  | _  | 6  | 6  | 6  | _  | 8  | 8   |
| Venezia  | 2  | 2  | 2  | 4  | 4  | 6  | 8  | 10 | 11 | 11  |
| Vicenza  | 2  | 4  | 6  | 6  | 8  | 10 | 12 | 12 | 12 | 14  |

## Semifinali

### Avvenimenti
In seguito alla conclusione dei sei gironi eliminatori, la Commissione Tecnica della FIGC, avvalendosi della facoltà concessa dall'articolo 10 del regolamento, decise di far disputare una fase finale tra le sei vincenti dei gironi eliminatori, suddivise in due gironi da tre squadre ciascuno; il primo girone comprendeva Alessandria, Casale e Juventus, il secondo girone comprendeva Inter, Hellas e Milan; le vincenti dei due gironi di semifinali si sarebbero scontrati in una finale con partite di andata e ritorno per determinare il Campione d'Italia Riserve; agli undici titolari della squadra campione sarebbero spettate altrettante medaglie d'oro, agli undici titolari della squadra finalista sarebbero state invece assegnate altrettante medaglie d'argento.
Per quanto riguarda il girone ligure-piemontese, la gara Casale-Juve fu rinviata al 2 maggio.
Per quanto riguarda il girone lombardo-veneto, esso terminò con tutte le tre squadre concorrenti (Inter, Milan e Hellas) a pari punti, pertanto furono necessari degli spareggi per decretare il vincitore del girone. La Seduta del Consiglio di Presidenza del 2 aprile 1915 deliberò che «il girone supplementare fra le squadre che risultano a parità di punti (Hellas, Internazionale, Milan) si svolgerà col sistema dell'eliminazione semplice». In seguito al pari tra Inter e Milan nella partita di spareggio del 25 aprile nel campo neutro di Milano, la partita venne ripetuta il 2 maggio 1915; conseguentemente, la partita tra la vincente della partita e l'Hellas, inizialmente prevista a Brescia il 2 maggio 1915, venne rinviata al 9 maggio.

### Girone ligure-piemontese

#### Squadre partecipanti
- Alessandria
- Juventus
- Casale

#### Calendario
Il calendario fu stabilito dalla Commissione Tecnica della FIGC nel gennaio 1915.

La Commissione Tecnica, nella seduta del 13 febbraio 1915, stabilì le date delle partite da recuperare.

Molte partite furono, tuttavia, ulteriormente rinviate, così la Commissione Tecnica, nella seduta del 2 marzo 1915, stabilì le date delle partite da recuperare.
| Andata (1ª)  | Andata (1ª)    | Prima giornata       | Ritorno (4ª) | Ritorno (4ª) |
|              |                |                      |              |              |
| 14 mar. 1915 | 7-0            | Juventus-Alessandria | -            | 18 apr. 1915 |
| 14 mar. 1915 | Riposa: Casale |                      |              | 18 apr. 1915 |

| Andata (2ª)  | Andata (2ª)      | Seconda giornata   | Ritorno (5ª) | Ritorno (5ª) |
|              |                  |                    |              |              |
| 17 gen. 1915 | -                | Alessandria-Casale | -            | 11 apr. 1915 |
| 17 gen. 1915 | Riposa: Juventus |                    |              | 11 apr. 1915 |

| Andata (3ª)  | Andata (3ª)         | Terza giornata  | Ritorno (6ª) | Ritorno (6ª) |
|              |                     |                 |              |              |
| 21 mar. 1915 | -                   | Casale-Juventus | 3-0          | 28 mar. 1915 |
| 21 mar. 1915 | Riposa: Alessandria |                 |              | 28 mar. 1915 |

#### Verdetti finali
- Casale qualificato alla finale.

### Girone lombardo-veneto

#### Squadre partecipanti
- Hellas
- Milan
- Inter

#### Calendario
Il calendario fu stabilito dalla Commissione Tecnica della FIGC nel gennaio 1915. La Commissione Tecnica, nella seduta del 13 febbraio 1915, stabilì le date delle partite da recuperare.
| Andata (1ª)  | Andata (1ª)   | Prima giornata | Ritorno (4ª) | Ritorno (4ª) |
|              |               |                |              |              |
| 21 feb. 1915 | -             | Inter-Hellas   | 3-0          | 21 mar. 1915 |
| 21 feb. 1915 | Riposa: Milan |                |              | 21 mar. 1915 |

| Andata (2ª)  | Andata (2ª)   | Seconda giornata | Ritorno (5ª) | Ritorno (5ª) |
|              |               |                  |              |              |
| 17 gen. 1915 | -             | Hellas-Milan     | -            | 28 feb. 1915 |
| 17 gen. 1915 | Riposa: Inter |                  |              | 28 feb. 1915 |

| Andata (3ª)  | Andata (3ª)    | Terza giornata | Ritorno (6ª) | Ritorno (6ª) |
|              |                |                |              |              |
| 14 mar. 1915 | -              | Milan-Inter    | -            | 7 mar. 1915  |
| 14 mar. 1915 | Riposa: Hellas |                |              | 7 mar. 1915  |

#### Spareggi
- Gli spareggi furono necessari in quanto tutte le tre squadre terminarono in testa la classifica a pari punti. Furono giocati con il sistema dell'eliminazione semplice: le due squadre meneghine si affrontarono nel primo turno di spareggi e la vincente avrebbe affrontato l'Hellas nella finale degli spareggi.[12]

##### Finale lombarda
|       | Risultati |       | Luogo e data           |  |
| ----- | --------- | ----- | ---------------------- |  |
| Milan | ? - ?     | Inter | Milano, 25 aprile 1915 |  |
| Milan | 1 - 0     | Inter | Milano, 2 maggio 1915  |  |
|       |           |       |                        |  |

##### Finale lombardo-veneta
|       | Risultati |        | Luogo e data           |  |
| ----- | --------- | ------ | ---------------------- |  |
| Milan | 3 - 0     | Hellas | Brescia, 9 maggio 1915 |  |
|       |           |        |                        |  |

#### Verdetti finali
- Milan qualificato alla finale.

## Finale

### Squadre qualificate
- Casale
- Milan

### Verdetti finali
Sulla stampa sportiva nazionale non è stato reperito alcun risultato relativo alle finali tra Casale e Milan per il titolo di Campione d'Italia Riserve 1914-1915. È plausibile che esse non siano state disputate a causa della sospensione bellica, intervenuta in seguito all'entrata in guerra dell'Italia nel primo conflitto mondiale, il 24 maggio 1915.